# Karl Albrecht Wiedeburg
Karl Albrecht Wiedeburg (* 9. Oktober 1788 in Helmstedt; † 12. Januar 1812 ebenda) war ein deutscher Lehrer, Naturforscher und Mediziner.

## Leben
Karl Albrecht Wiedeburg wurde 1788 in Helmstedt als Sohn des Pädagogen Friedrich August Wiedeburg geboren, dessen Pädagogium er besuchte. Er entwickelte früh eine Vorliebe für Naturwissenschaften, denen er nach Abschluss der Helmstedter Schule weiter nachging. Er wechselte 1805 zum Studium der Anatomie an das Braunschweiger Collegium Carolinum. Ab 1806 studierte er Arzneiwissenschaften, Philosophie, Philologie und Mathematik an der Universität Helmstedt, wo er Mitglied des philosophischen Seminars und der deutschen Gesellschaft wurde. Wiedeburg wurde im November 1806 Lehrer am Helmstedter Pädagogium und unterrichtete dort Latein, Geographie und Naturgeschichte. Im Jahr 1809 wurde er zum Dr. med., nachfolgend zum Doktor der Philosophie promoviert. Anschließend vertiefte er seine Studien an der Universität Göttingen. Er kehrte in seine Heimatstadt zurück, nahm dort seine Tätigkeit als Lehrer wieder auf und betrieb gleichzeitig eine ärztliche Praxis. Wiedeburg erhielt 1811 einen Ruf als Professor der Naturgeschichte an das Lyceum in Warschau. Er konnte diese Tätigkeit nicht mehr aufnehmen, da er schwer erkrankte und im Januar 1812 in Helmstedt im Alter von 23 Jahren starb.